# Лисенко Мар'яна Миколаївна
Мар'я́на Микола́ївна Ли́сенко (5 липня (23 червня) 1887, Київ — 14 лютого 1946, Київ) — українська піаністка і педагогиня, професорка, директорка і викладачка Музично-драматичної школи Миколи Лисенка. Донька композитора Миколи Лисенка, небога Андрія Лисенка, сестра Катерини та Остапа Лисенків.

## Життєпис
Народилася 23 червня (5 липня) 1887 року в Києві в родині видатного композитора Миколи Лисенка та піаністки Ольги Антонівни Липської.
1913 року закінчила Московську консерваторію (клас Костянтина Ігумнова та Олександри Губерт).
З 1915 року очолювала Музично-драматичну школу Миколи Лисенка.
З 1918 року — викладач, з 1930 — професор Державного музично-драматичного інституту імені Лисенка, водночас у 1920-х роках — вчителька музики Першої української гімназії ім. Т. Г. Шевченка (м. Київ).
З 1939 року — у Львові: концертмейстер Львівського театру опери та балету (1942—1944), секретар Львівської консерваторії (1944).
Під час Другої світової війни виступала на сценах і в радіоефірах Львова. Упорядниця педагогічних збірок п'єс-пісень для фортепіано (Київ, 1930, вип. 1–3).
Померла 14 лютого 1946 року в Києві. Похована на Новобайковому цвинтарі, її могила за похованням М. Садовського.

## Твори
- Педагогічна збірка п'єс-пісень для фортепіяна [Ноти]. Вип. 1. Початкові вправи-пісні / уложила Мар'яна Лисенко, проф. Музично-Драм. Інституту ім. М. В. Лисенко; гармонізаційний супровід скомпонував Остап Лисенко; [передмова М. М. Лисенко]. — Харків: Державне видавництво України, 1930.
- Вип. 2. Маленькі п'єси-пісні для тих, що починають.